# Wum
Wum ist eine Zeichentrickfigur des Humoristen und Cartoonisten Loriot.

## Entstehung
Im Herbst 1970 zeigte das ZDF kurze Zeichentrick-Spots, in denen ein Hund sein Herrchen, ein Männchen mit Knollennase, dazu animierte, etwas für seinen Geist zu tun und Drei mal Neun zu schauen. Beide Figuren hatte Loriot schon öfter in seinen Comic-Büchern verwendet. Wim Thoelke erfuhr während der Arbeiten zur zweiten Ausgabe der Show davon und ließ sich den Spot auf einem Studiomonitor vorführen. Daraufhin nahm er den Hund mit ins Programm: Zum Ende der Sendung sprach er mit der Figur, wobei Wim vor einer Leinwand stand. Gleich beim ersten Mal geriet es zu einem großen Erfolg, woraufhin die Zuschauer einen Namen für das Tier finden sollten. Am meisten genannt wurden Kuli und Wum, ersteres im Hinblick auf den Quizmaster-Kollegen Hans-Joachim Kulenkampff, der ihm die Meinung sagen sollte, letzteres in Anlehnung an Wim. So wurde Anfang 1971 Wum geboren. Er saß auf einem roten Hocker, mit dem er schaukeln konnte – solche mit Plastikschaumkugeln gefüllten Sitzmöbel waren seinerzeit sehr weit verbreitet. Damit die Kinder – die sich für die Zeichentrickfigur noch mehr begeisterten als die Erwachsenen – nicht bis 21.45 Uhr aufbleiben mussten, verlegte man das Gespräch mit Wum in die Mitte der Sendung.

## Hitparade
Da Musikdarbietungen ein bedeutender Bestandteil der Show waren, lag es nahe, auch Wum singen zu lassen, wobei es sich um Loriots Sprechgesang handelte. So gelangte er im Dezember 1972 mit dem Banjo-Lied Ich wünsch mir ’ne kleine Miezekatze für neun Wochen auf den ersten Platz der Singlecharts. Für den Erfolg gab es eine Goldene Schallplatte für 500.000 verkaufter Platten vom Musiklabel. Der Text stammt ebenfalls von Loriot, die Musik haben Bert Claus, Jean Thomé und Elvira Ochoa, die auch die weiteren Wum-und-Wendelin-Singles komponierte, geschrieben und sich dabei an den Song The Darktown Strutters’ Ball von Shelton Brooks (1886–1975) angelehnt. Die Einnahmen aus dem Verkauf kamen der Aktion Sorgenkind zugute. 
Diskografie
- Wums Gesang: Ich wünsch mir ’ne kleine Miezekatze / Ich bin ein kleiner Hund (1972)
- Wums Gesang: Abbl-Dibabbl / … Punkt halb Acht (1973)
- Wum und seine drei dicken Elefanten: Ein dicker Elefant (B-Seite: Instrumentalversion mit der Interpretenangabe Wum am Klavier) (1973)
- Wum & Wendelin: Was spielst du denn da / Ich heiße Wendelin (1979)

## Der große Preis

### Frühe Auftritte
Für die Drei-mal-Neun-Nachfolgesendung Der Große Preis behielt man die Figur bei, was zusammen mit Walter Spahrbier die Kontinuität der Aktion Sorgenkind unterstrich. Hier erschien Wum vor der dritten Runde und damit unverändert um etwa 20:40 Uhr; Wum rief laut „Thöööölke“, woraufhin Wim Thoelke vor eine große Mattscheibe trat, auf der Wum erschien. Die beiden unterhielten sich über etwas. Wum beendete dann das Gespräch mit dem Hinweis auf den Stichtag, bis zu dem Lose für die nächste Sendung gekauft werden konnten, gewöhnlich „... Samstag (später auch: „Sonnabend“, einmal auch „Samsabend“) in acht Tagen“ –, und sein rechtes Ohr bildete einen „Merk-Knoten“. Wum saß unverändert auf seinem roten Hocker.

### Wum und Wendelin
Mit der ersten Ausgabe des Jahres 1975 kam ein – zunächst namenloser – grauer und etwas größerer Elefant hinzu. Von nun an gab es den inzwischen auch aus der Mode geratenen Sitzhocker nicht mehr, beide Tiere saßen nebeneinander auf einem zweisitzigen Sofa. Die zusätzliche Figur bot vor allem weitere Möglichkeiten im Gespräch mit dem Showmaster. Der Name für die neue Figur kam dann erneut in einer Zuschauerbefragung zustande, sie ergab eine Mehrheit für Wendelin. Zum Abschluss des Gesprächs verknotete Wendelin zum Merken des Stichtags ebenfalls einen Körperteil, nämlich seinen Rüssel.
Bereits 1974 gab es den Elefanten in dreifacher Ausführung für die Single Wum und seine drei dicken Elefanten. 
Die gesammelten Sketche erschienen als Loriots Wum und Wendelin im Diogenes Verlag.

### Der blaue Klaus
Nochmals später ergänzte der blaue Klaus gelegentlich die Szenerie, eine kleinere Figur in Menschengestalt. Er kam mit einer kaum größeren Fliegenden Untertasse rasant ins Bild geschwebt und landete vor den Füßen der beiden Tiere. Der Deckel öffnete sich, und der Außerirdische mit roter Wollmütze wurde ins Gespräch einbezogen. Dabei war der blaue Klaus ursprünglich grün: Der französische Cartoonist Pat Mallet legte aber Einspruch ein, da er kleine grüne Männchen schon länger produzierte, und man einigte sich daraufhin auf die Farbe Blau.

### Weitere Figuren
Es gab im weiteren Verlauf auch noch den faulen Hund Hugo und das Schwein Fräulein Berta als angeberische Sekretärin.

## Produktion
Die Zeichentrick-Einspielungen entstanden in einem Studio am Starnberger See, Loriots Wohnsitz. Hierfür wurden erst die Texte geschrieben, dann von Loriot gesprochen und schließlich die Animation dazu passend gezeichnet. Loriot gab sämtlichen Figuren seine Stimme und ist auch auf den Schallplatten zu hören. Erst ab 1986 übernahm Jörg Knör die Synchronisation, wobei man praktisch keinen Unterschied hören konnte.

## Rechte
Da es ursprünglich nur um einige Werbespots gegangen war, hatte sich Loriot den Hund nicht schützen lassen. Wim Thoelke setzte sich dafür ein, dass dies nachträglich für alles außer den Fernsehrechten geschah. Dabei ging es um Millionen von verkauften Merchandising-Produkten.

## Das Ende
Mit Auslaufen der Quizshow sind keine weiteren Sequenzen von Wum mehr erschienen.
Seit 2003 erscheinen wöchentlich Wum-und-Wendelin-Cartoons in der Fernsehzeitschrift Gong, die von Zeichnern aus dem Loriot-Team gestaltet werden.
Im Jahr 2023 erscheinen zwei Briefmarken anlässlich des 100. Geburtstages von Vicco von Bülow; auf beiden Marken befindet sich neben dem eigentlichen Motiv unter der Bezeichnung „Deutschland“ ein kleines Bild, welches Wum zeigt.